# Speccy (программа)
Speccy — бесплатная для некоммерческого использования проприетарная утилита, которая предоставляет пользователям мощный и простой в использовании инструмент для отображения детальной системной информации, а также о каждом аппаратном обеспечении персональных компьютеров. Утилита была создана британской частной фирмой Piriform и написана на C++.

## Описание
Speccy предоставляет пользователям подробную информацию о каждом элементе оборудования, в том числе процессоре, материнской плате, памяти, операционной системе, оптических и жёстких дисках, сети, звуковых устройствах и о многом другом.
Кроме просмотра данных о системе, имеется возможность сохранить данные на диске (жёсткий диск, USB и т. д.) в формате txt и xml или распечатать на принтере.

## Возможности
Возможности программы, заявленные на официальном сайте программы:
Утилита предоставляет детальную информацию о:
- Процессоре (имя, марка, модель, потоки, семейство и т. д.).
- Жёстких дисках (изготовитель, интерфейс, ёмкость, файловая система, данные SMART и т. д.).
- RAM (имя, производитель, тип, объём, каналы, частота и т. д.).
- Графической карте (название, текущее разрешение, рабочее разрешение, состояние, дата выпуска и т. д.).
- Операционной системе (имя, дата установки, серийный номер).